# Провальне
Озеро Провальне — водойма в Зеленодольському районі Татарстану.

## Географія
Озеро Провальне — безстічна водойма карстового походження. Розташоване за 0,8 км на північний схід від села Улітіно Зеленодольського району Татарстану. Водойма має овальну форму. Довжина озера 50 м, максимальна ширина 30 м. Площа дзеркала 0,29 га. Середня глибина досягає 5 м, максимальна глибина 7 м.

## Гідрологія
Об'єм озера 600 тис. м³. Живлення підземне, стійке. Вода без кольору і запаху, твердістю менш як 1 ммоль/л, мінералізацією 138 мг/л, прозорістю 270 см. Хімічний тип води гідрокарбонатно-кальцієвий.

## Господарське використання
- Водойма використовується для господарсько-побутових потреб, відпочинку.
- Постановою Ради Міністрів Татарської АРСР від 10 січня 1978 р. № 25 та постановою Кабінету Міністрів Республіки Татарстан від 29 грудня 2005 року № 644 визнана пам'яткою природи регіонального значення.